# Agata Mróz (judoczka)
Agata Mróz również jako Agata Mróz-Pankowska (ur. 31 stycznia 1975) – polska judoczka.
Była zawodniczka klubów: Pałac Młodzieży Tarnów (1988-1994), Klub Judo AZS Opole (1994-1999). Sześciokrotna medalistka zawodów pucharu świata: srebrna (Praga 1996) i pięciokrotna brązowa (Warszawa 1996, Rzym 1996, Praga 1997, Praga 1998, Warszawa 1998). Dwukrotna medalistka drużynowych mistrzostw Europy (1994 - srebro, 1995 - brąz). Akademicka wicemistrzyni świata 1996. Brązowa medalistka Uniwersjady 1995 w drużynowym turnieju judo. Czterokrotna mistrzyni Polski seniorek (1993 i 1995 w kat. poniżej 66 kg, 1998 i 1999 w kat. do 70 kg), wicemistrzyni w 1997 w kat. do 66 kg oraz trzykrotna brązowa medalistka (1994 w kat. do 66 kg, 1996 w kat. do 72 kg, 1997 w kat. open). Po zakończeniu kariery m.in. prezes UKS OKAY Opole, psycholog.